# Castanheiras
Cet article possède un paronyme, voir Castanheira.
Castanheiras est une ville brésilienne de l'est de l'État du Rondônia. Sa population était estimée à 3 685 habitants (les Castanheirenses) en 2009. La municipalité s'étend sur 893 km².